# 青〜chong〜
『青〜chong〜』（あお〜チョン〜）は、2001年（平成13年）4月21日公開の日本映画。ぴあ制作・配給。在日朝鮮人学校に通う高校生の、青春の葛藤を描いた作品である。
専門学校「日本映画学校」の卒業制作として制作され、『ぴあフィルムフェスティバル(PFF)アワード2000』でグランプリを含めた4賞を受賞した。
後に映画『フラガール』で文化庁芸術選奨新人賞を受賞することになる映画監督の李相日のデビュー作であり、撮影監督の早坂伸のデビュー作でもある。

## キャスト
- 楊大成-眞島秀和
- 趙玄基-山本隆司
- 尹奈美-竹本志帆
- 李青福-有山尚宏
- 大成の父-湯澤勉
- 大成の母-金東姫
- 大成の姉-清水由佳
- 鈴木-西川方啓
- 校長-小木曽玲一
- 野球部監督-藤原孝哉
- 女教師-呉星姫
- 男教師-池慶秀
- コンビニ店員-越川一彦
- 斉藤さん-斉藤麻美
- 大宮アナ-木村郁世
- クラスの不良-久保和明
- クラスの不良-枦山浩司
- クラスの不良-小池直道
- 地下道の不良-徳永亮太
- 地下道の不良-八代定治

## スタッフ
- 監督：李相日
- 製作：千葉茂樹
- プロデューサー：伊藤史秀
- 脚本：李相日
- 撮影：早坂伸
- 美術：松浦本
- 照明：飯村浩史
- 音楽：坂本健
- 録音：五十嵐圭、生繁崇
- 編集：滝口千恵子、菊井貴繁
- 衣装（デザイン）：巫紹棋
- 助監督：水野貴之、鈴木秀樹
- 記録：大橋将人
- 協力：小菅順子、五十嵐満、杉山美枝、芦沢浩明、千葉茂樹、松本隆司、丸池嘉人、金澤裕、立岡竜哉、井上治

- 配給：ぴあ

## エピソード
- タイトルは、日本語で若さを示す“青”と、朝鮮語で青の読みである“chong（チョン）”を並べたもの。「チョン」は、一部の人間の間で“日本における朝鮮人に対する蔑称”とされていることから名付けられており、シンプルかつ多層的な意味をもつタイトルである。

## 受賞記録
- 第22回ぴあフィルムフェスティバル（2000年）
  - グランプリ
  - 企画賞（TBS賞）
  - エンターテイメント賞（レントラックジャパン賞）
  - 音楽賞（TOKYO FM賞）
- 第29回ロッテルダム国際映画祭正式招待作品
- 第4回釜山国際映画祭正式招待作品
- 第5回しんゆり映画祭正式招待作品
- 第10回にいがた映画祭正式招待作品
- 第15回高崎映画祭正式招待作品

## DVD
- 2006年4月7日、ジェネオンから発売された。通常特典として、監督の対談やインタビューが納められている。